# Gondos Emmy
Gondos Emmy, születési nevén Grünbaum Emília, férjezett Elszász Béláné (Budapest, 1882. április 19. – Budapest, Józsefváros, 1964. július 16.) festő, iparművész, rajztanítónő.

## Élete
Gondos Miksa (1840–1920) gyorsírási szakíró, hivatalnok és Sternberg Terézia leányaként született. Tanulmányait a Székesfővárosi Községi Iparrajziskolában kezdte, majd a Mintarajztanoda és Rajztanárképezdében 1904-ben rajztanítói oklevelet kapott. Tanárai voltak Hegedűs Gyula, Neogrády Antal, Nádler Róbert, Aggházy Gyula és Székely Bertalan. Ugyanebben az évben belépett a Magyar Iparművészeti Társulat tagjainak sorába. Ezt követően a Nádler Róbert által vezetett iparművészeti továbbképző tagja lett, ahol foglalkozott grafikával, porcelánfestéssel, bőrmunkákkal, fafestéssel és a textilfestéssel is. 1907-ben a vallás- és közoktatásügyi minisztérium állami bronzéremmel jutalmazta. 1909-ben az Iparművészeti Múzeumban dolgozott Radisics Jenő mellett és rajzaival illusztrálta a párizsi világkiállítás katalógusát. Az Iparművészeti Társulat rendezésében részt vett hazai és külföldi kiállításokon és számos elismerő oklevelet nyert.
Férje Elszász Béla (1866–1930) épületfakereskedő volt, akihez 1909. július 15-én Budapesten ment nőül.

## Főbb művei
- Példatár az alsófokú leány-iskolák kézimunka tanításához (Budapest, 1911)